# Абдуллах ибн Масуд
Абу́ Абдуррахма́н Абдулла́х ибн Масу́д аль-Хузли́ (араб. أبو عبد الرحمن عبد الله بن مسعود الهذلي‎; также известный как Ибн Умм Абд  (араб. ابن أم عبد); 594, Мекка — 650, Медина, Праведный халифат) — один из первых новообращённых мусульман и один из ближайших сподвижников пророка Мухаммаде. Выдающийся мусульманский учёный, толкователь Корана и правовед.

## Биография
Родился в Мекке. Происходил из племени бану Хузайль. Согласно исламскому преданию, Абдуллах ибн Масуд в молодости был пастухом, который работал на Укбу ибн Абу Муайта. Он одним из первых принял ислам и был участником собраний мусульман в доме аль-Аркама. В тот период мусульмане подвергались гонениям со стороны язычников, но Абдуллах ибн Масуд не побоялся этого. Он читал суру Ар-Рахман возле Каабы, за что был схвачен и подвергнут пыткам. Абдуллах мужественно перенёс все пытки и был вынужден эмигрировать в Эфиопию. Вернувшись из Эфиопии, он вместе с пророком Мухаммедом совершил переселение в Медину.
Абдуллах ибн Масуд сражался в битвах при Бадре, Ухуде, Хандаке, Хайбаре, Хунайне, а также участвовал в завоевании Мекки.
После смерти пророка Мухаммада Абдуллах принял активное участие в укреплении Халифата. Халиф Умар ибн аль-Хаттаб назначил его кадием (судьёй) Куфы. Абдуллах был очень образованным человеком. Он обладал почти феноменальной памятью и знал наизусть весь Коран. Блестяще знал мусульманское право, издавал фетвы, а также занимался преподавательской деятельностью. Он считается основоположником иракской школы мусульманского права, а его методы легли в основу ханафитского мазхаба. При вынесении правовых предписаний Абдуллах ибн Масуд использовал метод аналогии (кияс).